# Helsingborgstunneln
Helsingborgstunneln är en järnvägstunnel under centrala Helsingborg som öppnades för trafik 1991. Hela tunneln är 1 380m. Sträckan har en underjordisk station, station Helsingborg C med två perronger och fyra spår. Stationen är en del av vad som förut kallades Knutpunkten där man även kan byta till färja och bussar.

## Tågaborgstunneln
Järnvägen är dubbelspårig mellan Ramlösa station och Helsingborgs centralstation, inkluderat Helsingborgstunneln, samt enkelspårig i norrgående riktning där även tunneln smalnar av. Den öppnades för trafik 1991. Åren 1992–1993 bestämdes genom riksdagsbeslut att Västkustbanan på sikt ska vara dubbelspårig hela vägen mellan Göteborg och Lund, varefter den i sin tur ansluter till den flerspåriga Södra stambanan vidare mot Malmö. Sedan den dubbelspåriga sträckan mellan Varberg och Hamra färdigställdes sommaren 2025 är sträckan mellan Helsingborg och Maria station den enda enkelspåriga delsträckan av Västkustbanan.
I Trafikverkets nationella plan finns ett förslag med utbyggnad till dubbelspår på hela sträckan. Då skulle tågtrafiken även gå i en dubbelspårig tunnel norrut från Knutpunkten, ända fram till Romares väg, precis söder om Maria station.
Detta projekt kallas Tågaborgstunneln, alternativt Norra tunneln.